# عرب الشنابلة
قرية عرب الشنابلة هي إحدى القرى التابعة لمركز أبنوب في محافظة أسيوط في جمهورية مصر العربية. حسب إحصاءات سنة 2006، بلغ إجمالي السكان في عرب الشنابلة 9596 نسمة، منهم 4864 رجل و4732 امرأة.